# Paul Scheugenpflug
Paul Vincent Scheugenpflug (* 1998 in Dernbach) ist ein deutscher Jazzmusiker (Alt- und Sopransaxophon, Komposition). 

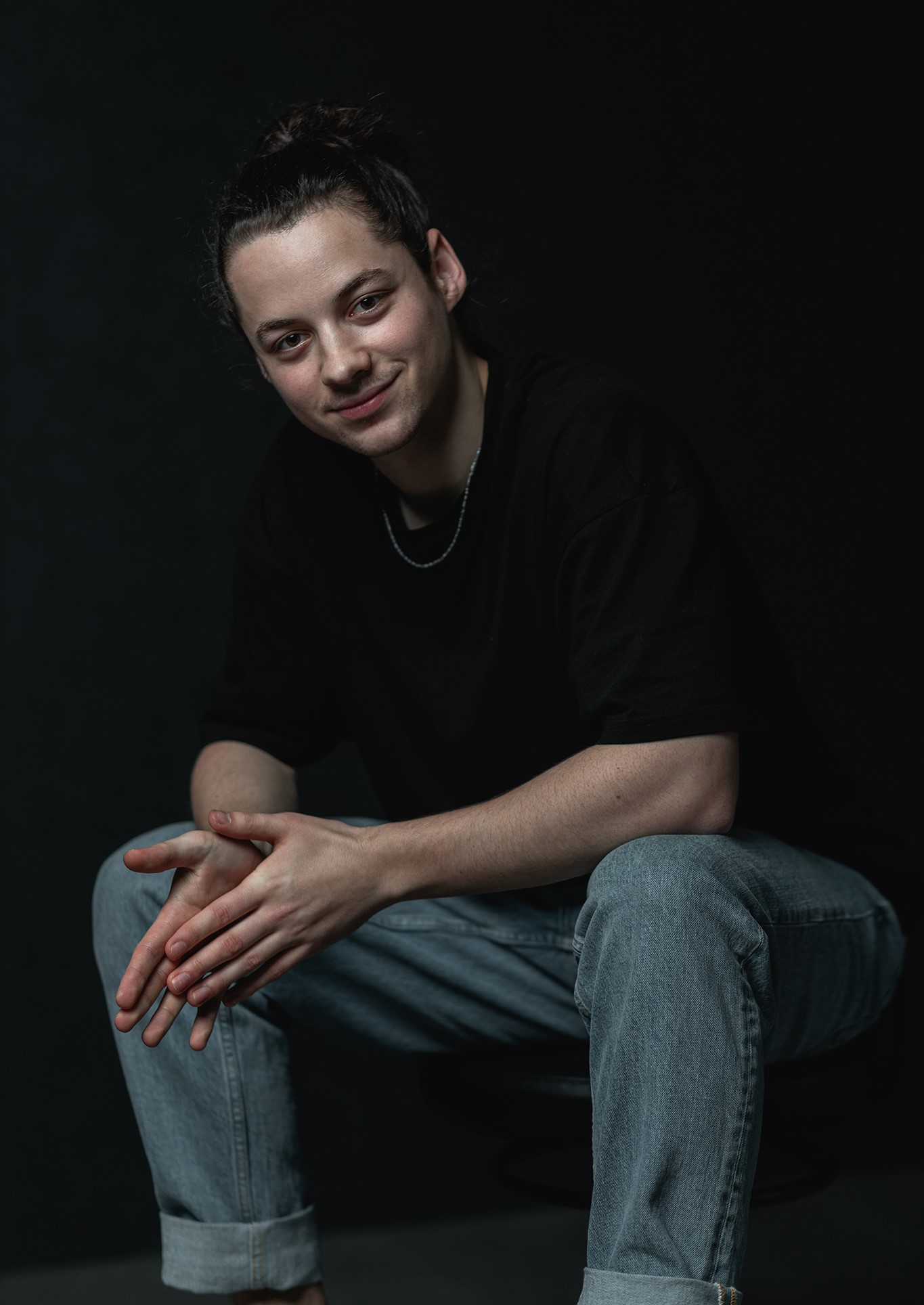
Paul Scheugenpflug (2024)

## Leben und Wirken
Scheugenpflug, der in einer Lehrerfamilie in Eschelbach im Westerwald aufwuchs, absolvierte nach dem Abitur am Landesmusikgymnasium Montabaur, wo er bereits in der Eingangsklasse eine Combo gründete, den Bachelor-Studiengang Jazzsaxophon an der Hochschule für Musik Nürnberg mit Auszeichnung. Von 2017 bis 2022 gehörte er dem Landesjugendjazzorchester Phoenix Foundation an. Seit 2022 studiert er im Bigband-Masterstudium der Hochschule für Musik und Darstellende Kunst Frankfurt am Main.
2021 gründete Scheugenpflug sein Quartett PSQ; daneben arbeitete er im Duo mit dem Pianisten Lukas Langguth. Mit dem Jazzkollektiv FÄZZ startete er 2024 in der Romanfabrik in Frankfurt eine Konzertreihe mit Gästen wie Veronika Morscher, Oliver Leicht, Oli Rubow oder Max Clouth. Weiterhin gehört er zum Oumuamua Orchestra um Evgenij Zelikman, arbeitete als Aushilfe in der hr-Bigband und im Glenn Miller Orchestra und ist auf den Debütalben von Chrissi Pfeifer, Paul Bernewitz und Max Autsch zu hören.
Scheugenpflug, der in Köln lebt, wirkt zudem seit 2023 als Dozent an der Offenen Jazzhausschule Köln.

## Preise und Auszeichnungen
Mit der Band Zollbeamte gewann er in den Jahren 2019 und 2020 und mit seinem Duopartner Lukas Langguth 2021 das „Bruno-Rother-Gedächtnisstipendium“. 2023 erhielt er mit dem Jazzkollektiv "FÄZZ" das Frankfurter Jazzstipendium. Beim Biberacher Jazzpreis errang er 2024 im Duo mit Lukas Langguth den 2. Preis und zudem den Publikumspreis. Im selben Jahr wurde er mit Newcomer-Jazzpreis des Landes Rheinland-Pfalz 2024 ausgezeichnet.

## Diskographische Hinweise
- PSQ: Steps (2022, mit Valentin Findling, Moritz Neukam, Christian Langpeter)
- FÄZZ: Live 2024 (2025, mit Jonathan Strieder, Jona Heckmann, Niklas Schumacher, Kevin Naßhan, sowie Veronika Morscher, Oliver Leicht, Max Clouth, Oli Rubow, Daniel Rheinbay u. a.)